# گروی زره
گُروی زره پهلوانی تورانی و از خویشان افراسیاب است که در کشتن سیاوش مکرها کرد و سرانجام سَر او را بُرید.
درحالی‌که یک بار زمانی‌که افراسیاب وی را به دست جَلاد سپرد تا گردن بزند؛ سیاوش به میانجیگری برخاست و آنقدر اصرار کرد تا آتش خشم شاه فرونشاند و او را از مرگ حتمی بِرهاند.
در جنگ دوازده رخ، گیو او را در نبرد تَن‌به‌تَن اسیر کرد. کیخسرو شاه ایران سر او را به کین پدرش سیاوش از تَن جدا کرد.
| گروی‌زره کز میان سپاه |  | سراسر بر او بود نفرین شاه |

## گروی در شاهنامه
وقتی در جنگ دوازده‌رخ (یازده‌رخ) پهلوانان دو طرف نَبَردِ تَن‌به‌تَن را آغاز کردند، گیو با گروی‌زره درآویخت. جُرم گروی‌زره این بود زمانی که سیاوش در توران مهمان بود بر اثر اختلافاتی که با شاه توران پیدا کرد افراسیاب فرمان قتل او را صادر نمود. به سبب سیما و شخصیت والای سیاوش پهلوانان تورانی در کشتن او تردید کردند، اما فردی پلید حاضر گشت تا او را ذبح کند. به استناد متون پس از قتل‌عام هزار تن از جنگجویان همراه سیاوش نوبت سیاوش رسید. گروی‌زره ریش‌های او را به دست گرفت و کشان بر روی سنگی مناسب آورد و در مقابل دیدگان تورانیان سر از تنش جدا کرد.
در نبرد دوازده‌رخ فرصت انتقام از گروی‌زره که همیشه مورد نفرین کیخسرو بود به دست گیو افتاد. گیو با او درافتاده، با ضربهٔ عمود که بر کلاه‌خود او وارد نمود، خون از سر بر صورتش جاری ساخت. سپس او را زنده نَزدِ کیخسرو بُرد تا شاه ایران انتقام سیاوش را از او سِتاند و کیخسرو همانگونه سَر از تنش جداکرد که او سَر از تن سیاوش جدا کرده بود:
| و دیگر گروی‌زره دیو نیو    |  | برون رفت با پور گودرز گیو  |
| به نیزه فراوان بر آویختند |  | همی زهر با خون بر آمیختند  |
| سنان‌دار نیزه ز چنگ سوار   |  | فرو ریخت از هول آن کارزار  |
| کمان بر گرفتند و تیر خدنگ |  | یک اندر دگر تاخته چون پلنگ |
| همی زنده بایست مر گیو را  |  | کز اسپ اندر آرد گوِ نیو را  |
| چنان بسته در پیش خسرو بَرَد |  | ز ترکان یکی هدیهٔ نو بَرَد    |